# Eleição municipal em Florianópolis em 1982
A eleição municipal de Florianópolis em 1982 ocorreu em 15 de novembro do mesmo ano.
Por imposição legal, Florianópolis se encaixava entre os municípios onde o pleito se restringiu a eleger apenas vereadores, pois nas capitais dos estados, áreas de segurança nacional, instâncias hidrominerais e municípios de territórios federais o titular do Poder Executivo era escolhido indiretamente pelo governador do estado da seguinte forma: nas capitais de estado e estâncias hidrominerais a nomeação dependia de aprovação da Assembleia Legislativa e nas áreas de segurança nacional era necessária a concordância do Presidente da República. Não houve eleições municipais em Brasília e Vila dos Remédios pois as unidades federativas onde estavam situadas tinham governadores nomeados pelo Palácio do Planalto. Previstas para 1980 quando seriam escolhidos os sucessores dos prefeitos, vice-prefeitos e vereadores eleitos em 1976 as eleições foram adiadas devido à aprovação da Emenda Constitucional nº 14 de autoria do deputado Anísio de Sousa (PDS-GO).
Em 1985 houve eleições nos municípios mencionados nas categorias acima e nos criados até 15 de maio daquele ano.
Para prefeito foi escolhido Cláudio Ávila da Silva, natural de Florianópolis, filho de Renato Ramos da Silva. Foi deputado à Assembleia Legislativa de Santa Catarina na 10ª legislatura (1983 — 1987), licenciando-se do cargo para assumir a prefeitura de Florianópolis, de 11 de abril de 1983 a 7 de novembro de 1984. Posteriormente, foi deputado federal constituinte, de 1987 a 1990.
Cláudio Ávila da Silva ao final do quadriênio fui substituído por Aloísio Piazza (PMDB) que terminaria seu mandato em 1° de janeiro do ano seguinte. Mesmo nomeado, Piazza foi o primeiro prefeito de oposição ao Regime Militar na capital, após dezenove anos de domínio da ARENA/PDS.
| Vereador eleito          | Partido | Votação | Porcentagem | Situação |
| ------------------------ | ------- | ------- | ----------- | -------- |
| Sergio Jose Grando       | PMDB    | 3.715   | 3,76%       | Eleito   |
| Alcino Vieira            | PDS     | 2.835   | 2,87%       | Eleito   |
| Gervasio Ramon Filomeno  | PDS     | 2.754   | 2,79%       | Eleito   |
| Aloisio Acacio Piazza    | PMDB    | 2.662   | 2,69%       | Eleito   |
| Pedro Medeiros           | PMDB    | 2.515   | 2,54%       | Eleito   |
| Cesar Antonio de Souza   | PDS     | 2.155   | 2,18%       | Eleito   |
| Icuriti Pereira da Silva | PMDB    | 2.118   | 2,14%       | Eleito   |
| Almir Saturnino de Brito | PDS     | 2.054   | 2,08%       | Eleito   |
| Clair Castilhos Coelho   | PMDB    | 1.966   | 1,99%       | Eleito   |
| Gerson Fausto Bortuluzzi | PDS     | 1.801   | 1,82%       | Eleito   |
| Rogerio Duarte Queiroz   | PMDB    | 1.778   | 1,80%       | Eleito   |
| Adir Cardoso Gentil      | PDS     | 1.698   | 1,72%       | Eleito   |
| Jeronimo V. das Chagas   | PMDB    | 1.697   | 1,72%       | Eleito   |
| Aldo Bellarmino da Silva | PDS     | 1.585   | 1,60%       | Eleito   |
| Otto Entres Filho        | PMDB    | 1.429   | 1,45%       | Eleito   |
| Salomao Mattos Sobrinho  | PDS     | 1.419   | 1,44%       | Eleito   |
| Lauro Luiz Andrade       | PDS     | 1.405   | 1,42%       | Eleito   |
| Cesar Filomeno Fontes    | PDS     | 1.258   | 1,27%       | Eleito   |
| Flavio Vieira            | PDS     | 1.208   | 1,22%       | Eleito   |
| Demosthenes Jose Machado | PDS     | 1.208   | 1,22%       | Eleito   |
| Arno Seara               | PDS     | 1.171   | 1,18%       | Eleito   |